# Comment te dire adieu (chanson)
Clip vidéo
Comment te dire adieu (archive INA, 1969)
sur YouTube
Comment te dire adieu est une chanson de Françoise Hardy qui ouvre son septième album en français, communément appelé Comment te dire adieu et publié en 1968.
Il s'agit d'une adaptation d'une chanson américaine It Hurts to Say Goodbye, écrite par Arnold Goland et Jack Gold et enregistrée pour la première fois en 1966 par Margaret Whiting sur son album The Wheel of Hurt. La chanteuse et comédienne britannique Vera Lynn l'enregistre à son tour en 1967 sur son album It Hurts to Say Goodbye et sa version atteint la 7e place au classement Easy Listening du Billboard (aujourd'hui appelé « Billboard Adult Contemporary »). Une première adaptation française signée Michèle Vendôme, intitulée Avant de dire adieu, parait sur l'album Quelqu'un à aimer de Ginette Reno.
Mais c'est une version orchestrale, enregistrée en 1967 par son compositeur Arnold Goland qui donne envie à Françoise Hardy de l'adapter en français. Son manager de l'époque se charge alors de contacter Serge Gainsbourg qui accepte et écrit un texte tout en « ex » sur cet instrumental au rythme syncopé. La chanson paraît en EP en France à la fin de l'année 1968 et se classe en tête des ventes en France au début de l'année 1969.
En Belgique francophone, l'EP est listé comme Comment te dire adieu / L'anamour et se positionne numéro 3 des ventes de singles pendant deux semaines,.

## Listes des pistes
EP 7" 45 tours Vogue EPL 8652 (1968. France)
A1. Comment te dire adieu (2:25)
A2. Il vaut mieux une petite maison dans la main qu'un grand château dans les nuages (2:20)
B1. Suzanne (3:05)
B2. L'anamour (2:10)
Single 7" 45 tours Philips 388 360 PF (1969, Pays-Bas)
A. Comment te dire adieu (2:30)
B. Avec des si (3:03)
Single 7" 45 tours Epic ECPB-235 (1973, Japon)
A. Comment te dire adieu (2:27)
B. Ma jeunesse fout le camp (3:05)

## Classements
| Classement (1968—1969)                  | Meilleure position |
| --------------------------------------- | ------------------ |
| France (IFOP)                           | 11                 |
| Belgique (Wallonie Ultratop 50 Singles) | 3                  |
| Japon (Oricon)                          | 40                 |

## Autres versions
- Françoise Hardy a également enregistré cette chanson en italien (sous le titre Il pretesto) et en allemand (sous le titre Was mach' ich ohne dich).
- Walter Wanderley enregistre une version instrumentale publiée en 1967 par Verve sur l'album Batucada[7].
- Jimmy Somerville a repris en 1989 la chanson, en duo avec June Miles-Kingston. Elle a été 14e au classement britannique des singles.
- Jane Birkin enregistre une version arrangée par Goran Bregović pour son album Versions Jane paru en 1996. Puis en 2002, une version en concert avec le groupe Djam & Fam parue sur l'album Arabesque.

## Utilisation dans la culture populaire
- La chanson est présente dans le film américain L'Ombre d'Emily (2018) de Paul Feig.
- La version de cette chanson a longtemps servi comme chanson thème pour les publicités des marques Contrex et Atrix (crème pour les mains).